# Raoul Minot
Pour les articles homonymes, voir Minot.
Raoul Minot, né le 28 septembre 1893 à Montluçon et mort le 28 avril 1945 à Cham en Allemagne, est un photographe amateur français, déporté pendant la Seconde Guerre mondiale à la suite de ses activités photographiques sous l'occupation nazie de Paris. Il sort de l’oubli à l’été 2024, à l’issue d’une enquête de quatre ans menée par le journaliste du Monde Philippe Broussard autour des clichés qu’il a réalisés.

## Biographie
Raoul Minot naît le 28 septembre 1893 à Montluçon. En mars 1911, il est embauché comme vendeur de mouchoirs au grand magasin parisien Au Printemps. Il est mobilisé en 1914, lors de la Première Guerre mondiale. À l'issue de celle-ci, il reçoit la croix de guerre avec médaille de bronze.
Après la guerre, il réintègre le grand magasin Au Printemps, où il rencontre Marthe Bedos avec qui il se marie. Vivant d'abord à Paris, les deux s'installent pendant les années 1920 à Courbevoie. Ils ont une fille, Jacqueline. Raoul Minot est passionné de photographie et en prend régulièrement lors de vacances et d'évènements de vétérans de guerre de Courbevoie auxquels il participe.
À partir de 1940, sous l'occupation nazie, Raoul Minot réalise plus d'un millier de photos de la vie quotidienne parisienne, ce qui est formellement interdit par la Kommandantur. Il utilise un appareil Kodak Brownie, et effectue des tirages grâce au laboratoire photographique du grand magasin Au Printemps où il travaille. Il en vend des centaines à Louis Juven, agent occasionnel de la Résistance.
En novembre 1942, un délateur non identifié dénonce ses activités au service des renseignements généraux. À la suite d'une investigation de la Brigade spéciale, il est emprisonné début 1943 à la maison d’arrêt de Fresnes puis au camp de Royallieu,.

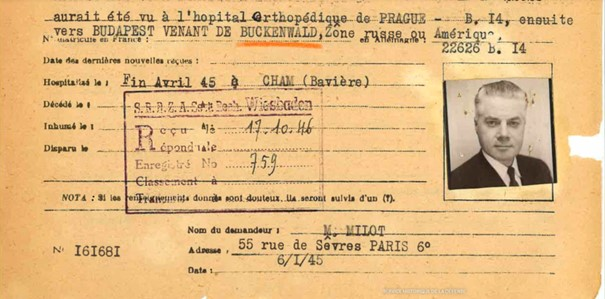
Fiche de Raoul Minot du Service historique de la défense.

Le 20 avril 1943, il est déporté à Mauthausen. Le 17 octobre 1943, il est transféré à Buchenwald, où il effectue divers travaux forcés. Évacué avec les autres prisonniers du camp, Raoul Minot arrive au camp de Flossenbürg, puis repart lors d'une nouvelle marche de la mort une dizaine de jours plus tard. Il est libéré par les Américains le 23 avril 1945, mais décède quelques jours plus tard, le 28 avril 1945 à l'hôpital de Cham en Bavière.
Le 11 septembre 2024, l'Office national des combattants et des victimes de guerre le déclare officiellement mort pour la France.

## Œuvre photographique
Lors de son arrestation, le matériel photographique et des centaines de photos de Raoul Minot sont saisis par la police française.
L’œuvre photographique unique en son genre de Raoul Minot demeure inconnue pendant de nombreuses décennies. Une de ses photos, attribuée à M. Minot, est publiée dans un livret publié par le Printemps en 1965, à l'occasion du centenaire du grand magasin.
Le musée de la Résistance nationale détient depuis 1999 une collection des photos de Raoul Minot. Elles sont identifiées comme provenant d'une donation de Daniel Leduc, fils du militaire Paul Leduc qui a vraisemblablement récupéré les photos lors de son travail dans les services de renseignement en 1945.
Un autre lot de 117 photos récupérées dans des circonstances connues par Renée Damien, une collègue de Raoul Minot, est rendu publique dans le livre d'Albert Hude intitulé Paris humilié, 1940-1941, Chronique photographique inédite en 101 clichés aux éditions du Petit pavé.
En 2020, une collectionneuse d'albums de photographies, Stéphanie Colaux, déniche dans une brocante de Barjac (Gard) un album comportant des centaines de photos de l'occupation allemande à Paris de 1940 à 1942. Consciente de leur intérêt historique, elle communique ses trouvailles au journal Le Monde, qui entame une enquête pour les sourcer. En août 2024, le journal publie une série de cinq articles de Philippe Broussard détaillant les résultats de ses investigations et identifiant Raoul Minot comme le photographe, tout en estimant qu'il aurait pu avoir un ou plusieurs complices. La provenance de cet album reste cependant encore un mystère.
Toutes les photos connues à ce jour sont numérotées et agrémentées de commentaires, parfois raturés, souvent caustiques sur l'occupant allemand. Ces photos montrent Paris et la proche banlieue de 1940 à 1942, en particulier les soldats allemands dans la capitale ; certaines montrent des bâtiments ou des rues, d'autres des équipements militaires, tandis que d'autres clichés représentent des affiches de propagande ou des inscriptions anti-allemandes.

## Distinctions
- Croix de guerre 1914–1918, étoile de bronze